# Дубровка (Кемеровская область)
Дубровка — посёлок в Яшкинском районе Кемеровской области России. Входит в состав Дубровского сельского поселения.

## География
Посёлок находится в северной части Кемеровской области, на левом берегу реки Лесная, вблизи места впадения её в реку Васькина, на расстоянии примерно 5 километров (по прямой) к северо-западу от посёлка городского типа Яшкино, административного центра района. Абсолютная высота — 200 метров над уровнем моря.

### Часовой пояс
Посёлок Дубровка, как и вся Кемеровская область, находится в часовой зоне МСК+4. Смещение применяемого времени относительно UTC составляет +7:00.

## Население
| 2010 |
| ---- |
| 411  |

Гендерный состав
По данным Всероссийской переписи населения 2010 года в гендерной структуре населения мужчины составляли 46,7 %, женщины — соответственно 53,3 %.
Национальный состав
Согласно результатам переписи 2002 года, в национальной структуре населения русские составляли 92 %.

## Инфраструктура
В посёлке функционируют фельдшерско-акушерский пункт (структурное подразделение Яшкинской районной больницы), дом культуры, библиотека и отделение Почты России.

## Улицы
Уличная сеть посёлка состоит из четырёх улиц.

## Транспорт
Проходит автодорога регионального значения Яшкино — Пашково (идентификационный номер 32К-412), выходящая к западу от Дубровки на ж.д. Транссибирская магистраль.